# ناروتو (الموسم 1)
الموسم الأول من مسلسل ناروتو أخرجه هاياتو داتيه وأنتجه إستديو بيرو وتلفاز طوكيو. عُرضت الحلقات في العالم العربي على قناتي سبيستون وسبيس باور. الموسم مبني على الجزء الأول من مانغا ناروتو. الموسم يحكي عن النينجا المراهق ناروتو أوزوماكي الذي يريد أن يصبح الهوكاغي (الشهاب) - قائد قرية النينجا حيث يعيش - حتى يحترمه الناس. انضم إلى الفريق السابع وهو فريق ثلاثي معه قائد لإنجاز مهمات للقرية.
عُرض الموسم الأول من 3 أكتوبر 2002 إلى 28 مايو 2003 في اليابان. البث العربي للموسم كان من 25 أغسطس 2007 حتى 6 يوليو 2008 وعُرضت عدة حلقات على سبيستون قبل افتتاح سبيس باور وعرضها للموسم كاملاً. في اليابان جُمع الموسم بصيغتي في إتش إس و‌دي في دي. أصدرت سوني بيكتشرز إنترتينمنت اثني عشر مجلدًا من 1 يناير حتى 3 ديسمبر 2003.
استخدمت أربع شارات موسيقية لهذا الموسم؛ شارتان للبداية وشارتان للنهاية. الشارتان اليابانيتان للبداية كانتا "صخور" (R★O★C★K★S روكس) بواسطة هاوند دوغ - استخدمت لأول خمس وعشرين حلقة - والثانية هي "بعيدًا" (遥か彼方 هاروكا كاناتا) بواسطة إيجين كونغ-فو جينيريشن والتي استخدمت لباقي الموسم. شارتا النهاية هما «ريح» (Wind) لأكيبوشي والثانية هي «توافق» (Harmonia) من غناء رذيم، واستخدمتا لأول خمس وعشرين حلقة ولنهاية الموسم على الترتيب. استخدمت في النسخة العربية شارة للبداية وللنهاية تسمى ناروتو على مدار المسلسل كاملاً.

## ملخص الموسم

### خلفية
قبل 12 عامًا من بدء القصة، هاجم وحش يسمى الثعلب ذي الذيول التسع قرية ورقة الشجر (تسمى أيضًا الورقة الخضراء في الدبلجة) المخفية ليلاً. قام قائد القرية آنذاك الشهاب الرابع بختم هذا الوحش بداخل طفل صغير يدعى ناروتو أوزوماكي باستخدام تقنية للنينجا ودفع الشهاب حياته ثمنًا لهذه التقنية.

### بلد الأمواج
بعد 12 عامًا من هجوم الثعلب، اشتهر ناروتو بإثارة المتاعب والمشاكل بين زملائه من الأكاديمية. لم يكن ناروتو موهوبًا بفنون النينجا (النينجستو) كزملائه من النينجا. سرق ناروتو لفافة التقنيات بطلب من ميزوكي - معلم بالأكاديمية - لتعلم تقنيات متقدمة وما لبث أن اكتشف خداع ميزوكي له وهزمه باستخدام تقنية السراب المتعدد (تقنية متقدمة) بعدما حاول الهجوم على إيروكا (معلم صف ناروتو) الذي جاء دفاعًا عن ناروتو ولاستعادة اللفافة وأقر بتخرجه من الأكاديمية. بعد تخرج طلاب الأكاديمية برتبة غينين (下忍، حرفيًا "نينجا منخفض")، انقسموا إلى فرق ليتولى الإشراف عليهم جونين (上忍، حرفيًا "نينجا عالٍ")، وانضم ناروتو إلى الفريق السابع مع زميليه ساسوكي أوتشيها و‌ساكورا هارونو بإشراف كاكاشي هاتاكي. بدأ كاكاشي بالتدريب الشاق لهم على العمل الجماعي.
انطلق الفريق في أول مهمة صعبة له من الرتبة «ج» إلى بلد الأمواج حيث سيرافقون مهندسًا ليشرف على إنشاء جسر. أثناء المهمة، يكتشف الفريق أن المهمة من المفترض أن تكون من الرتبة «ب» أو «أ» لصعوبتها الكبيرة. حيث أنه كان يوجد مرتزقة في هذه الأرض يعيثون بها فسادًا ويغيرون على مؤن بناء الجسر ومن أشهرهم زابوزا موموشي أحد سيافي نينجا قرية الضباب الأسطورية ومساعده هاكو. بعدما اشتد القتال بين الفريق السابع ضد زابوزا وهاكو، اضطر كاكاشي إلى إظهار عينه الشارينغان القادرة على نسخ التقنيات. أُصيب ساسوكي في هذه المعركة، مما جعل ناروتو يبدأ في التحول إلى الثعلب ذو الذيول التسع لهزيمة هاكو ظنًا منه أن ساسوكي قد قُتل. بعدما أفاق ساسوكي أمامه توقف تحول ناروتو. كاد كاكاشي أن يقتل السفاح زابوزا لو لا تدخل الفتى هاكو الذي قُتل بسبب تصديه لتقنية كاكاشي، في حين أن ناروتو أقنع زابوزا أن هاكو كان يرى زابوزا أبًا له، فثار زابوزا وقام بقتل جميع من في عصابة المرتزقة ومات متأثرًا بجراحه. بعد زوال خطر المرتزقة، أكمل السكان المحليين بناء الجسر وأطلقوا عليه اسم "جسر ناروتو العظيم" (なると大橋 ناورتو أوهاشي) تخليدًا لذكرى ناروتو.

### اختبارات التشونين
بعد عودة الفريق السابع، تبدأ التجهيزات لاختبار التشونين - ليترقى النينجا من رتبة غينين إلى تشونين (中忍، حرفيًا "نينجا متوسط"). يقابل الفريق السابع الفريقين الثامن (يتكون من شينو أبورامي و‌هيناتا هيوغا و‌كيبا إنزوكا بقيادة كوريناي يوهي) والعاشر (يتكون من شيكامارو نارا و‌تشوجي أكيميتشي و‌إينو يامانكا بقيادة أسوما ساروتوبي) - زملائهم الأبرز من الأكاديمية - ومعًا فإنهم يشكلون «المتخرجون التسعة»؛ بالإضافة إلى أنهم يقابلون متخرجين سابقين من الأكاديمية فريق بقيادة مايت غاي ويتكون من نيجي هيوغا و‌روك لي و‌تن تن ونينجا من الرمال وهم الأشقاء غارا و‌تيماري و‌كانكرو بقيادة باكي. تبدأ المرحلة من الاختبارات بامتحان نظري (كتابي) يمكن النجاح به إما بمعرفة الإجابات أو غشها (دون انكشاف أمر الطالب)، ورغم أن ناروتو لم يحل أي سؤال في الامتحان إلا أنه نجح في تخطيه.
المرحلة الثانية هي بالدخول إلى منطقة تسمى غابة الموت حيث يُعطى لكل فريق لفافة والهدف الحصول على لفافة أخرى ثم حل اللغز المرتبط بهما. يباغت أوروتشيمارو - أحد ثلاثي النينجا الأسطوري (伝説の三忍 دِنسِتسو نو سانِّين) - متخفيًا الفريق السابع ويحصل على لفافتهم ويتمكن من وضع ختم العناصر الخمسة (五行封印 غوغيو فوين) على ناروتو مما يتسبب باضطراب طاقته ويعض ساسوكي ليضع عليه ختم السماء الملعون (天の呪印 تِن نو جوين) ليسيطر عليه فيما بعد ثم ينسحب. بعدئذٍ، يخوض الفريق السابع معركتين ضد نينجا من قرية الضباب وكذلك من قرية الصوت، ولكن يصل الفريق العاشر والفريق التاسع وكذلك فريق غاي للمساعدة. في النهاية تنجح هذه الفرق من تخطي غابة الموت.
المرحلة الثالثة هي مبارايات تصفيات قبل النهائيات الهدف منها تقليص العدد. تأهل كل من ساسوكي وشينو وكانكرو وتيماري (بعد أن هزمت تن تن) وشيكامارو وناروتو (بعد أن هزم كيبا) ونيجي (بعد أن هزم هيناتا وحاول قتلها) وغارا (بعد أن هزم روك لي وحاول قتله) ودوسو (بعد أن هزم تشوجي). حاول كاكاشي بعد مباراة ساسوكي من نزع الختم الذي وضعه أوروتشيمارو ثم أخذه للتدريب. حينئذٍ اعترض ناروتو لأنه لن يتلقى تدريبًا ولذلك استعان كاكاشي بإيبسو لتدريب ناروتو، إلا أنهما قد قابلا جيرايا - أحد ثلاثي النينجا الأسطوري - والذي وافق على تدريب ناروتو بعد إلحاح. قام جيرايا بفك ختم العناصر الخمسة مما أعاد طاقة ناروتو إلى طبيعتها وعلَّم ناروتو تقنية الاستدعاء (口寄せの術 كوتشيوسي نو جِتسو) والذي استدعى بها غامابونتا أحد أكبر الضفادع.

## قائمة الشخصيات
الشخصيات التي ظهرت لأول مرة بالموسم مُرتبة حسب الظهور في الحلقات.

### الشخصيات الرئيسية
| الشخصية                         | المؤدي                                           | المؤدي                               | بداية الظهور | بداية الظهور | ملاحظات                                                                               | مرجع          |
| الشخصية                         | الياباني                                         | العربي                               | أنمي         | مانغا        | ملاحظات                                                                               | مرجع          |
| ------------------------------- | ------------------------------------------------ | ------------------------------------ | ------------ | ------------ | ------------------------------------------------------------------------------------- | ------------- |
| الثعلب ذو الذيول التسع          | تيشو غيندا                                       | خلدون قاروط                          | 1            | 1            | ظهرت الشخصية في أول حلقة ولكن لم يُدرج مؤدي الصوت سوى في الحلقة 56                     | [ 9 ]         |
| الشهاب الرابع (استرجاع فني)     | لا أحد (ناروتو) توشيوكي موريكاوا (ناروتو شيبودن) |                                      | 1            | 239          | لم تظهر الشخصية سوى ظهور قصير في أول حلقة من مسلسل ناروتو ولم تتطلب وجود مؤدي صوت لها |               |
| غامابونتا                       | تاكيشي واتابي                                    |                                      | 1            | 1            | ظهرت الشخصية في أول حلقة ولكن لم يُدرج مؤدي الصوت سوى في الحلقة 56                     | [ 9 ]         |
| ناروتو أوزوماكي                 | جونكو تاكيوتشي                                   | إياس أبو غزالة                       | 1            | 1            | المؤدية اليابانية للشخصية تقوم بأداء شخصية أكامارو أيضًا                               | [ 10 ]        |
| هيروزن ساروتوبي (الشهاب الثالث) | هيديكاتسو شيباتا                                 | محمد خرماشو رأفت بازو                | 1            | 1            |                                                                                       | [ 10 ]        |
| إيروكا أومينو                   | توشيهيكو سيكي تايسوكي ياماموتو (طفل)             | مروان فرحات                          | 1            | 1            |                                                                                       | [ 10 ] [ 11 ] |
| ساسوكي أوتشيها                  | نورياكي سوغياما                                  | رأفت بازو                            | 1            | 1            |                                                                                       | [ 10 ]        |
| ساكورا هارونو                   | تشي ناكامورا                                     | أنجي اليوسف                          | 1            | 1            |                                                                                       | [ 10 ]        |
| شينو أبورامي                    | شينجي كاوادا                                     | منصور السلطي                         | 1            | 34           | ظهرت الشخصية في الحلقة الأولى ولم يُدرج المؤدي الصوتي سوى في الحلقة 23                 | [ 12 ]        |
| تشوجي أكيميتشي                  | كينتارو إيتو                                     | أنجي اليوسف زكي كورديللو             | 1            | 34           | ظهرت الشخصية في الحلقة الأولى ولم يُدرج المؤدي الصوتي سوى في الحلقة 3                  | [ 13 ]        |
| هيناتا هيوغا                    | نانا ميزوكي                                      | فاطمة سعد رغدة الخطيب                | 1            | 34           |                                                                                       | [ 10 ]        |
| كيبا إينوزوكا                   | كوسكي توريومي                                    | رأفت بازو                            | 1            | 34           | ظهرت الشخصية في الحلقة الأولى ولم يُدرج المؤدي الصوتي سوى في الحلقة 3                  | [ 13 ]        |
| شيكامارو نارا                   | شوتارو موريكوبو نوبوتوشي كانا (الحلقة 141)       | أيمن السالك                          | 1            | 34           | في الحلقة 141، قام بأداء دور شيكامارو المؤدي نوبوتوشي كانا                            | [ 10 ] [ 14 ] |
| إينو يامانكا                    | ريوكا يوزوكي                                     | رغدة الخطيب، رامية إبراهيم           | 1            | 34           |                                                                                       | [ 10 ]        |
| كونوهامارو ساروتوبي             | إيكوي أوتاني                                     | رأفت بازو                            | 2            | 2            |                                                                                       | [ 15 ]        |
| كاكاشي هاتاكي                   | كازوهيكو إينوي                                   | أيمن السالك                          | 3            | 3            |                                                                                       | [ 13 ]        |
| أسوما ساروتوبي                  | جوروتا كوسوغي                                    | رأفت بازو                            | 3            | 34           |                                                                                       | [ 13 ]        |
| كوريناي يوهي                    | رومي أوتشياي                                     | فاطمة سعد مجد ظاظا                   | 3            | 34           |                                                                                       | [ 13 ]        |
| غارا                            | أكيرا إيشيدا                                     | عادل أبو حسون                        | 20           | 35           |                                                                                       | [ 16 ]        |
| كانكرو                          | ياسويوكي كاسي                                    | مروان فرحات                          | 20           | 34           |                                                                                       | [ 16 ]        |
| تيماري                          | رومي باكو                                        | هزار الحرك                           | 20           | 34           |                                                                                       | [ 16 ]        |
| مايت غاي                        | ماساشي إبارا                                     | مروان فرحات                          | 21           | 38           | ظهرت الشخصية في الحلقة 21 ولم يُدرج المؤدي الصوتي سوى في الحلقة 22                     | [ 17 ]        |
| نيجي هيوغا                      | كويتشي توتشيكا كيكو نيموتو (طفل)                 | عادل أبو حسون                        | 21           | 36           |                                                                                       | [ 18 ] [ 19 ] |
| روك لي                          | يويشي ماسوكاوا                                   | سعد لوستان زياد الرفاعي              | 21           | 36           |                                                                                       | [ 18 ]        |
| تن تن                           | يوكاري تامورا                                    | همسة الحايك أسيمة أحمد رامية إبراهيم | 21           | 36           |                                                                                       | [ 18 ]        |
| أوروتشيمارو                     | كوجيرا مايومي ياماغوتشي (مراهق)                  | زياد الرفاعي منصور السلطي            | 27           | 45           | ظهرت الشخصية في الحلقة 27 باسم "شيوري" ولم يُدرج المؤدي الصوتي سوى في الحلقة 30        | [ 20 ] [ 21 ] |
| جيرايا                          | هوتشو أوتسوكا تورو نارا (مراهق)                  | محمد خير أبو حسون                    | 52           | 90           |                                                                                       | [ 21 ] [ 22 ] |

### شخصيات ثانوية
| الشخصية           | المؤدي                                 | المؤدي                  | بداية الظهور | بداية الظهور | ملاحظات                                                               | مرجع          |
| الشخصية           | الياباني                               | العربي                  | أنمي         | مانغا        | ملاحظات                                                               | مرجع          |
| ----------------- | -------------------------------------- | ----------------------- | ------------ | ------------ | --------------------------------------------------------------------- | ------------- |
| ميزوكي            | شينيتشيرو ميكي هيسايوشي سوغانوما (طفل) | —                       | 1            | 1            |                                                                       | [ 10 ] [ 11 ] |
| إبيسو             | نوبوؤو توبيتا                          | إياس أبو غزالة          | 2            | 2            |                                                                       | [ 15 ]        |
| كوتِتسو هاغاني     | تومويوكي كونو                          |                         | 3            | 36           | ظهرت الشخصية في الحلقة 3 ولم يُدرج المؤدي الصوتي سوى في الحلقة 21      | [ 18 ]        |
| إزومو كاميزوكي    | توموهيرو تسوبوي                        |                         | 3            | 36           | ظهرت الشخصية في الحلقة 3 ولم يُدرج المؤدي الصوتي سوى في الحلقة 21      | [ 18 ]        |
| رايدو نامياشي     | هيروشي تسوتشيدا                        |                         | 3            | 93           | ظهرت الشخصية في الحلقة 3 ولم يُدرج المؤدي الصوتي سوى في الحلقة 55      | [ 23 ]        |
| زابوزا موموشي     | أونشو إيشيزوكا                         |                         | 6            | 10           |                                                                       | [ 24 ]        |
| هاكو              | مايومي أسانو                           |                         | 9            | 15           |                                                                       | [ 25 ]        |
| باكون             | شينباتشي تسوجي                         |                         | 17           | 29           | أحد كلاب كاكاشي                                                       | [ 26 ]        |
| أودون إسي         | تومو شيغيماتسو                         |                         | 20           | 34           |                                                                       | [ 16 ]        |
| مويغي كازاماتسوري | نوريكو شيتايا                          |                         | 20           | 34           |                                                                       | [ 16 ]        |
| زاكو أبومي        | كيجين أوكودا سويتشيرو هوشي (طفل)       |                         | 21           | 35           | ظهرت الشخصية في الحلقة 21 ولم يُدرج المؤدي الصوتي سوى في الحلقة 40     | [ 18 ] [ 27 ] |
| دوسو كينوتا       | دايسوكي إغاوا                          |                         | 21           | 35           |                                                                       | [ 18 ]        |
| أنكو ميتاراشي     | تاكاكو هوندا                           |                         | 21           | 44           | ظهرت الشخصية في الحلقة 21 ولم يُدرج المؤدي الصوتي سوى في الحلقة 25     | [ 28 ]        |
| إبيكي مورينو      | تايتن كوسونوكي                         |                         | 21           | 40           | ظهرت الشخصية في الحلقة 21 ولم يُدرج المؤدي الصوتي سوى في الحلقة 23     | [ 12 ]        |
| كين تسوتشي        | أكيكو كويكي                            |                         | 21           | 35           | ظهرت الشخصية في الحلقة 21 ولم يُدرج المؤدي الصوتي سوى في الحلقة 23     | [ 12 ]        |
| أكامارو           | جونكو تاكيوتشي كوسكي توريومي           |                         | 23           | 39           | كلب كيبا                                                              | [ 29 ] [ 30 ] |
| كابوتو ياكوشي     | نوبوتوشي كانا                          | محمود حسين زياد الرفاعي | 23           | 39           | قام مؤدي الشخصية بأداء دور شيكامارو في الحلقة 141                     | [ 12 ]        |
| باكي              | جوجي ناكاتا                            |                         | 37           | 65           |                                                                       | [ 31 ]        |
| هاياتي غيكُّو       | نوزومو ساساكي                          |                         | 37           | 65           |                                                                       | [ 31 ]        |
| هانابي هيوغا      | كيومي أساي                             |                         | 46           | 78           |                                                                       | [ 32 ]        |
| هياشي هيوغا       | إيزو تسودا                             |                         | 46           | 78           |                                                                       | [ 32 ]        |
| أيامي             | ماسايو هوسونو                          |                         | 52           |              |                                                                       | [ 22 ]        |
| تيوتشي            | إيسوكي أساكورا                         |                         | 52           |              |                                                                       | [ 22 ]        |
| يوغاو أوزوكي      | كيكو نيموتو                            |                         | 54           | 137          |                                                                       | [ 33 ]        |
| هامورا ميتوكادو   | هيكارو مياتا                           |                         | 55           | 93           |                                                                       | [ 23 ]        |
| كوهارو أوتاتاني   | جونكو ميدوري                           |                         | 55           | 93           |                                                                       | [ 23 ]        |
| غِنما شيرانوي      | هيرواكي هيراتا                         |                         | 55           | 34           | ظهرت الشخصية في الحلقة 55 ولكن لم يُدرج المؤدي الصوتي سوى في الحلقة 59 | [ 34 ]        |

## قائمة الحلقات
| الإجمالي | الإجمالي                                                                 | عنوان الحلقة | فصول المانغا                                                             | تاريخ العرض الأصلي                                                       | تاريخ العرض العربي                                                       | مرجع                                                                     |
| المسلسل | الموسم                                                                   | عنوان الحلقة | فصول المانغا                                                             | تاريخ العرض الأصلي                                                       | تاريخ العرض العربي                                                       | مرجع                                                                     |
| الفصل التمهيدي — بلد الأمواج (プロローグ~波の国 بوروروغو — نامي نو كوني) | الفصل التمهيدي — بلد الأمواج (プロローグ~波の国 بوروروغو — نامي نو كوني) | الفصل التمهيدي — بلد الأمواج (プロローグ~波の国 بوروروغو — نامي نو كوني) | الفصل التمهيدي — بلد الأمواج (プロローグ~波の国 بوروروغو — نامي نو كوني) | الفصل التمهيدي — بلد الأمواج (プロローグ~波の国 بوروروغو — نامي نو كوني) | الفصل التمهيدي — بلد الأمواج (プロローグ~波の国 بوروروغو — نامي نو كوني) | الفصل التمهيدي — بلد الأمواج (プロローグ~波の国 بوروروغو — نامي نو كوني) |
| --- | ------------------------------------------------------------------------ | --- | ------------------------------------------------------------------------ | ------------------------------------------------------------------------ | ------------------------------------------------------------------------ | ------------------------------------------------------------------------ |
| 1 | 1                                                                        | «الدخول: ناروتو أوزوماكي» "سانجو! أوزوماكي ناروتو" (参上!うずまきナルト) | 1                                                                        | 3 أكتوبر 2002                                                            | 25 أغسطس 2007                                                            | [ 36 ]                                                                   |
| قبل 12 عامًا من بدء القصة، هاجم وحش يسمى الثعلب ذي الذيول التسع قرية ورقة الشجر (تسمى أيضًا الورقة الخضراء في الدبلجة) المخفية ليلاً. قام قائد القرية آنذاك الشهاب الرابع بختم هذا الوحش بداخل طفل صغير يدعى ناروتو أوزوماكي باستخدام تقنية للنينجا ودفع الشهاب حياته ثمنًا لهذه التقنية. بعد 12 عامًا من هجوم الثعلب، اشتهر ناروتو بإثارة المتاعب والمشاكل بين زملائه من الأكاديمية. لم يكن ناروتو موهوبًا بفنون النينجا (النينجستو) كزملائه من النينجا لدرجة أنه لم يفلح بأداء تقنية السراب (分身の術 بونشين نو جِتسو، حرفيًا "تقنية النسخة") للتخرج من الأكاديمية أمام معلمه إيروكا أومينو. قام ميزوكي - معلم آخر بالأكاديمية - بخداعه لسرقة اللفافة التي تحتوي تقنيات النينجا المتقدمة من مكتب الشهاب، ليستحوذ عليها لنفسه. لحق إيروكا بناروتو لاستعادة اللفافة مما جعل ميزوكي يكشف لناروتو أحداثًا من الماضي تتعلق بوفاة والدي إيروكا أثناء هجوم الثعلب ولكن إيروكا كان متعاطفًا مع ناروتو على عكس أهل القرية مما جعل ناروتو يقوم بتنفيذ تقنية أكثر تعقيدًا وهي تقنية السراب المتعدد (影分身の術 كاغي بونشين نو جِتسو، حرفيًا "تقنية نسخ الظل") للإطاحة بميزوكي. |                                                                          | |                                                                          |                                                                          |                                                                          |                                                                          |
| 2 | 2                                                                        | «أُدعى كونهامرو» "كونوهامارو دا كوري!" (木ノ葉丸だ コレ!) | 2                                                                        | 10 أكتوبر 2002                                                           | 28 أغسطس 2007                                                            | [ 36 ]                                                                   |
| 3 | 3                                                                        | «ساسوكي و‌ساكورا: صديقان أم خصمان؟» "شوكوتيكي!؟ ساسكي تو ساكرا" (宿敵!?サスケとサクラ) | 3                                                                        | 17 أكتوبر 2002                                                           | 1 سبتمبر 2007                                                            | [ 36 ]                                                                   |
| 4 | 4                                                                        | «النجاح أم الرسوب: اختبار البقاء» "شيرين! سابايبارو إينشو" (試練!サバイバル演習) | 4-6                                                                      | 24 أكتوبر 2002                                                           | 4 سبتمبر 2007                                                            | [ 36 ]                                                                   |
| 5 | 5                                                                        | «لقد فشلت! قرار كاكاشي النهائي» "شيكاكو؟ كاكاشي نو كيتسورون" (失格?カカシの結論) | 6-8                                                                      | 31 أكتوبر 2002                                                           | 8 سبتمبر 2007                                                            | [ 36 ]                                                                   |
| 6 | 6                                                                        | «مهمة خطيرة! رحلة إلى أرض الأمواج!» "جيو نينمو! نامي نو كوني إي تشو-شوبَّاتسو" (重要任務!波の国へ超出発!)                                                                                         | 9-11                                                                     | 7 نوفمبر 2002                                                            | 11 سبتمبر 2007                                                           | [ 37 ]                                                                   |
| 7 | 7                                                                        | «القاتل من قرية الضباب!» "كيري نو أنساتسوشا" (霧の暗殺者!) | 11-12                                                                    | 14 نوفمبر 2002                                                           | 13 أكتوبر 2007                                                           | [ 37 ]                                                                   |
| 8 | 8                                                                        | «قَسَم المعاناة» "إتامي ني تشيكاكو كيتسوي" (痛みに誓う決意) | 13-14                                                                    | 21 نوفمبر 2002                                                           | 20 أكتوبر 2007                                                           | [ 37 ]                                                                   |
| 9 | 9                                                                        | «كاكاشي: محارب الشارينغان» "شارينغان نو كاكاشي" (写輪眼のカカシ) | 15-16                                                                    | 28 نوفمبر 2002                                                           | 27 أكتوبر 2007                                                           | [ 37 ]                                                                   |
| 10 | 10                                                                       | «غابة التشاكرا» "تشاكرا نو موري" (チャクラの森) | 17-18                                                                    | 5 ديسمبر 2002                                                            | 3 نوفمبر 2007                                                            | [ 37 ]                                                                   |
| 11 | 11                                                                       | «أرض حيث عاش بطل» "إيو نو إتا كوني" (英雄のいた国) | 19-20                                                                    | 12 ديسمبر 2002                                                           | 10 نوفمبر 2007                                                           | [ 38 ]                                                                   |
| 12 | 12                                                                       | «المعركة على الجسر! عودة زابوزا!» "كيوجو كيسِّين! زابوزا فوتاتابي!!" (橋上決戦!ザブザ再び!!) | 21-22                                                                    | 19 ديسمبر 2002                                                           | 17 نوفمبر 2007                                                           | [ 38 ]                                                                   |
| 13 | 13                                                                       | «تقنية هاكو السرية: مرايا الثلج» "هاكو نو هيجتسو - ماكيو هيوشو" (白の秘術·魔鏡氷晶) | 23-24                                                                    | 26 ديسمبر 2002                                                           | 24 نوفمبر 2007                                                           | [ 38 ]                                                                   |
| 14 | 14                                                                       | «مفرط النشاط رقم واحد، دخول النينجا الأحمق القتال!» "إغايسيه نانبا وان، ناروتو سانسين!" (意外性No. 1, ナルト参戦!)                                                                              | 25-26                                                                    | 9 يناير 2003                                                             | 1 ديسمبر 2007                                                            | [ 38 ]                                                                   |
| 15 | 15                                                                       | «انعدام الرؤية: تحطم الشارينغان» "شيكاي زيرو نو تاتاكاي - شارينغان كوزوشي" (視界ゼロの戦い·写輪眼崩し)                                                                                          | 25-26                                                                    | 16 يناير 2003                                                            | 8 ديسمبر 2007                                                            | [ 38 ]                                                                   |
| 16 | 16                                                                       | «الختم المكسور» "كايهوساريتا فوين" (解放された封印) | 26-27                                                                    | 23 يناير 2003                                                            | 15 ديسمبر 2007                                                           | [ 39 ]                                                                   |
| 17 | 17                                                                       | «التاريخ الأبيض: الطموح المخفي» "شيروي كاكو - هيميتا أوموي" (白い過去·秘めた想い) | 28-30                                                                    | 30 يناير 2003                                                            | 22 ديسمبر 2007                                                           | [ 39 ]                                                                   |
| 18 | 18                                                                       | «الأسلحة المعروفة باسم الشينوبي» "شينوبي تو إيو نا نو دوغو" (忍という名の道具) | 31-32                                                                    | 6 فبراير 2003                                                            | 29 ديسمبر 2007                                                           | [ 39 ]                                                                   |
| 19 | 19                                                                       | «الشيطان في الثلج» "زابوزا يوكي ني تشيرو" (ザブザ雪に散る...) | 32-33                                                                    | 13 فبراير 2003                                                           | 5 يناير 2008                                                             | [ 39 ]                                                                   |
| اختبارات التشونين (中忍試験 تشونين شيكِن) |                                                                          | |                                                                          |                                                                          |                                                                          |                                                                          |
| 20 | 20                                                                       | «بداية فصل جديد: اختبار التشونين!» "شينشو توتسونيو! تشونين شيكين داتِّيبايو" (新章突入!中忍試験だってばよ)                                                                                        | 34                                                                       | 20 فبراير 2003                                                           | 12 يناير 2008                                                            | [ 39 ]                                                                   |
| 21 | 21                                                                       | «عرِّف نفسك: منافسون أقوياء جدد» "نانوري! أراواريتا كيوتيكي تاتشي!!" (名乗れ!現れた強敵たち!!) | 35-36                                                                    | 27 فبراير 2003                                                           | 19 يناير 2008                                                            | [ 40 ]                                                                   |
| 22 | 22                                                                       | «تحدي التشونين: روك لي ضد ساسوكي!» "كياي هياكو-نيجو باسينتو ناو دي روكُّو نا تشوسينجو!" (気合い120% ナウでロックな挑戦状!)                                                                        | 37-38                                                                    | 6 مارس 2003                                                              | 26 يناير 2008                                                            | [ 40 ]                                                                   |
| 23 | 23                                                                       | «هزيمة الغينين! ظهور الناشئين التسعة» "كيتشيراسي رايبارو! روكي ناين زينئين شوغو" (蹴散らせライバル!新人9人全員集合)                                                                             | 38-40                                                                    | 13 مارس 2003                                                             | 2 فبراير 2008                                                            | [ 40 ]                                                                   |
| 24 | 24                                                                       | «أشعل محركاتك: بداية اختبار التشونين» "إكيناري شيكَّاكو؟ تشو-نانكان نو دايتشي شيكين" (いきなり失格?超難関の第一試験)                                                                              | 40-42                                                                    | 20 مارس 2003                                                             | 9 فبراير 2008                                                            | [ 40 ]                                                                   |
| 25 | 25                                                                       | «السؤال العاشر: كل شيء أو لا شيء» "ديتاتوكو شوبو! فانباريدوكورو نو جو مونمي" (出たとこ勝負!踏ん張りどころの10問目)                                                                              | 43-44                                                                    | 27 مارس 2003                                                             | 16 فبراير 2008                                                           | [ 40 ]                                                                   |
| 26 | 26                                                                       | «التقرير الخاص: بث مباشر من غابة الموت» "زيتَّاي هيكين! شي نو موري تشوكوسين روبو! كونوها نو غاكِّيو شينبون دا كوري!" (絶対必見!死の森直前ルポ!木ノ葉の学級新聞だコレ!)                              | حصرية                                                                    | 2 أبريل 2003                                                             | 23 فبراير 2008                                                           | [ 41 ]                                                                   |
| 27 | 27                                                                       | «بدأ الامتحان الثاني! كل من حولنا أعداء!» اختبار التشونين المرحلة الثانية: غابة الموت "دايني شيكين سوتاتو! ماواري وا مينَّا تيكي داراكي!" (第二試験スタート!周りはみんな敵だらけ!)                | 45-46                                                                    | 2 أبريل 2003                                                             | 8 مارس 2008                                                              | [ 41 ]                                                                   |
| 28 | 28                                                                       | «ستأكل أو تُأكل» كل أو تُأكل: الذعر في الغابة "كو كا كواريرو كا! إسا ني ناتَّا ناروتو" (喰うか喰われるか!エサになったナルト)                                                                        | 46-47                                                                    | 9 أبريل 2003                                                             | 15 مارس 2008                                                             | [ 41 ]                                                                   |
| 29 | 29                                                                       | «الهجوم المضاد! لن أهرب أبدًا!» هجوم ناروتو المضاد: لا للاستسلام! "ناروتو هانغيكي! نيغينينداتِّيبايو!" (ナルト反撃!逃げねーんだってばよ!)                                                          | 48-49                                                                    | 16 أبريل 2003                                                            | 15 يونيو 2008                                                            | [ 41 ]                                                                   |
| 30 | 30                                                                       | «الصحوة! انطلاق مهارة لهب التنين!» إنعاش الشارينغان: تقنية لهب التنين! "يوميغايري شارينغان! هيسَّاتسو: كاتون ريوكا نو جتسو!" (蘇れ写輪眼!必殺·火遁龍火の術!)                                      | 49-50                                                                    | 23 أبريل 2003                                                            | 19 يونيو 2008                                                            | [ 41 ]                                                                   |
| 31 | 31                                                                       | «مشاعر كبير الحواجب! سأدافع عنكِ حتى لآخر لحظة» تعهُّد ذي الحاجبين: حب الحياة والحماية "غيكي مايو بوراتونيكُّو! بوكو وا شينو مادي أناتا أو ماموره!!" (激まゆプラトニック!僕は死ぬまでアナタを守る!!) | 50-52                                                                    | 30 أبريل 2003                                                            | 22 يونيو 2008                                                            | [ 42 ]                                                                   |
| 32 | 32                                                                       | «تفتح زهرة الكرز» براعم ساكورا "ساكرا ساكو! كيتسوي نو أوشيرو سوغاتا" (サクラ咲く!決意の後ろ姿)                                                                                                  | 53-54                                                                    | 7 مايو 2003                                                              | 26 يونيو 2008                                                            | [ 42 ]                                                                   |
| 33 | 33                                                                       | «التشكيل القوي والصراع الأقوى» تشكيلة المعركة: إينو-شيكا-شو! "موتيكي نو فوميشون! إينوشيكاتشو!!" (無敵のフォーメーション!いのシカチョウ!!)                                                       | 55-56                                                                    | 14 مايو 2003                                                             | 29 يونيو 2008                                                            | [ 42 ]                                                                   |
| 34 | 34                                                                       | «الصدمة والقدرة» ارتجاف أكامارو: قوة غارا القاسية! "أكامارو بيكُّوري! غارا، كيوي نو جيتسوريوكو" (赤丸ビックリ!我愛羅, 驚異の実力)                                                                 | 57-59                                                                    | 21 مايو 2003                                                             | 3 يوليو 2008                                                             | [ 42 ]                                                                   |
| 35 | 35                                                                       | «اختلاس النظر ممنوع! سر المخطوطة» "نوزوكيمي غينكين! ماكيمونو نو هيميتسو" (のぞき見厳禁!巻き物の秘密)                                                                                            | 60-61                                                                    | 28 مايو 2003                                                             | 6 يوليو 2008                                                             | [ 42 ]                                                                   |
| 36 | 36                                                                       | «قتال السراب المتعدد! أنا البطل الرئيسي!» نسخة ظل ضد نسخة ظل: نسختي أفضل من نسختك! "بونشين تايكِتسو! أوري غا شوياكو داتيبايو" (分身対決!オレが主役だってばよ!)                                   | 62-63                                                                    | 4 يونيو 2003                                                             | 10 يوليو 2008                                                            | [ 43 ]                                                                   |
| 37 | 37                                                                       | «اكتمال الامتحان الثاني! الناشئون التسعة كلهم هنا!» النجاة من الجرح: الناشئون التسعة معاً مجددًا! "دايني شيكِن توبَّا! سيزوروي روكي ناين!" (第二試験突破!勢ぞろいルーキーナイン!)                    | 63-65                                                                    | 11 يونيو 2003                                                            | 13 يوليو 2008                                                            | [ 43 ]                                                                   |
| 38 | 38                                                                       | «نجاح نصف العدد! معركة لم تكن على البال!» تقليص الميدان: استئصال الموت المفاجئ! "غوكاكوشا نيبون نو إتشي!؟ إكيناري شياي داتيبايو!!" (合格者二分の一!?イキナリ試合だってばよ!!)                   | 65-66                                                                    | 18 يونيو 2003                                                            | 17 يوليو 2008                                                            | [ 43 ]                                                                   |
| 39 | 39                                                                       | «غيرة عريض الحواجب! ولادة انقضاض الوشق!» غيرة ذي الحاجبين: إطلاق عنان وابل الأسود! "غيجي مايو جيراشي! "شيشي رِندان" تانجو" (ゲジまゆジェラシー!「獅子連弾」誕生!)                                | 67-69                                                                    | 2 يوليو 2003                                                             | 20 يوليو 2008                                                            | [ 43 ]                                                                   |
| 40 | 40                                                                       | «موقف محرج! مواجهة لا مفر منها» كاكاشي وأورتشيمارو: وجهًا لوجه! "إسشوكو سوكوهاتسو!! كاكاشي فاساسو أوروتشيمارو" (一触即発!!カカシVS大蛇丸)                                                        | 69-70                                                                    | 9 يوليو 2003                                                             | 23 يوليو 2008                                                            | [ 43 ]                                                                   |
| 41 | 41                                                                       | «مواجهة بين فتاتين! إنهما جادتان في القتال» قعقعة كونيوتشي: المنافسون يصبحون جادين! "رايبارو غيكيتوتسو! أوتوميغوكورو وا هونكي مودو" (ライバル激突!オトメ心は本気モード)                         | 70-71                                                                    | 16 يوليو 2003                                                            | 27 يوليو 2008                                                            | [ 44 ]                                                                   |
| 42 | 42                                                                       | «أفضل معركة وسوف ترون!» المعركة النهائية: تشا! "بِستو باتورو وا شانَّارو" (ベストバトルはしゃーんなろー!!)                                                                                         | 72-73                                                                    | 23 يوليو 2003                                                            | 30 يوليو 2008                                                            | [ 44 ]                                                                   |
| 43 | 43                                                                       | «فتاتان جديدتان ومعركة حامية لفتيات النينجا» الكونيوتشي القاتلة والمتزعزع شيكامارو "شيكامارو تاجيتاجي!؟ كونويتشي-تاتشي نو أتسوكي تاتاكاي" (シカマルタジタジ!?くの一達の熱き戦い)                | 73-74                                                                    | 30 يوليو 2003                                                            | 3 أغسطس 2008                                                             | [ 44 ]                                                                   |
| 44 | 44                                                                       | «الدخول في القتال! من هو الخاسر سنرى» إطلاق عنان أكامارو! من الكلب الأفضل الآن؟ "أكامارو سانسِن! ماكينو وا دوتشي دا" (赤丸参戦!!負け犬はどっちだ?)                                               | 75-76                                                                    | 6 أغسطس 2003                                                             | 6 أغسطس 2008                                                             | [ 44 ]                                                                   |
| 45 | 45                                                                       | «الخجل! صدمة الجميع، البطاقة الرابحة» هجوم مفاجئ! سلاح ناروتو السري! "هيناتا سيكيمِن! كانكياكو أنغوري، ناروتو نو أوكو نو تي" (ヒナタ赤面! 観客あんぐり, ナルトの奥の手)                          | 76-77                                                                    | 13 أغسطس 2003                                                            | 10 أغسطس 2008                                                            | [ 44 ]                                                                   |
| 46 | 46                                                                       | «انطلاقة جديدة! تجاوز الخجل وقبول التحدي» معركة البياكوغان: هيناتا تصبح جريئة "بياكوغان كايغِن!! أوتشيكي نا هيناتا نو دايتان كِتسوي!" (白眼開眼!!内気なヒナタの大胆決意!)                         | 78-79                                                                    | 20 أغسطس 2003                                                            | 13 أغسطس 2008                                                            | [ 45 ]                                                                   |
| 47 | 47                                                                       | «أمام عيني من أحترمه» فشل يقف عاليًا! "أكوغاري نو هيتو نو مي نو ماي دي!!" (憧れの人の目の前で!!)                                                                                                 | 79-81                                                                    | 27 أغسطس 2003                                                            | 17 أغسطس 2008                                                            | [ 45 ]                                                                   |
| 48 | 48                                                                       | «الانتصار! قوة وانفجار عزيمة» غارا ضد روك لي: تفجر قوة الشباب! "غارا فونساي!! واكاسا دا! باوا دا! باكوهاتسو دا!" (我愛羅粉砕!!若さだ!パワーだ!爆発だ!)                                          | 81-83                                                                    | 3 سبتمبر 2003                                                            | 20 أغسطس 2008                                                            | [ 45 ]                                                                   |
| 49 | 49                                                                       | «المتسرع! انطلاق المهارة الممنوعة القصوى!» قوة لي المخفية: التقنية السرية المحرمة! "نيكِّتسو أوتشيكوبوري! تسويني ساكورِتسو، كيندان نو أوغي!" (熱血落ちこぼれ!遂に炸裂, 禁断の奥義!)                | 83-85                                                                    | 10 سبتمبر 2003                                                           | 24 أغسطس 2008                                                            | [ 45 ]                                                                   |
| 50 | 50                                                                       | «أحسنت يا بطل! هكذا يجب أن يكون الرجال!» البوابة الخامسة: ميلاد نينجا رائع! "آ روكو! كوري غا أوتوكو نو إكيزاما يو!!" (嗚呼ロック·リー!これが男の生き様よ!!)                                     | 85-87                                                                    | 17 سبتمبر 2003                                                           | 27 أغسطس 2008                                                            | [ 45 ]                                                                   |
| 51 | 51                                                                       | «ظل يتحرك في الظلام: خطر يقترب من ساسوكي» "يامي ني أوغوميكو كاغي ساسوكي ني سِمارو كيكي!" (闇にうごめく影 サスケに迫る危機)                                                                       | 87-89                                                                    | 24 سبتمبر 2003                                                           | 31 أغسطس 2008                                                            | [ 46 ]                                                                   |
| 52 | 52                                                                       | «المدرب المشاكس! لن أسمح بالأفعال غير اللائقة!» عودة إيبسو: أصعب تمرينات ناروتو مطلقًا! "إيبسو فوتاتابي! هارِنتشي وا واتاشي غا يوروشيماسِن زو!" (エビス再び!ハレンチは私が許しませんぞ!)           | 89-90                                                                    | 1 أكتوبر 2003                                                            | 3 سبتمبر 2008                                                            | [ 46 ]                                                                   |
| 53 | 53                                                                       | «بعد غياب طويل! عودة جيرايا!» "أياشيباراكو! إرو-سينِّين توجو!" (あいやしばらく!エロ仙人登場!) | 91-92                                                                    | 8 أكتوبر 2003                                                            | 16 مارس 2010                                                             | [ 46 ]                                                                   |
| 54 | 54                                                                       | «مهارة الاستدعاء: الدرس الأول من جيرايا» تقنية الاستدعاء: حكمة حكيم الضفادع! "إرو-سينِّين جيكيدِن كوتشيوسي نو جِتسو داتِّبايو!!" (エロ仙人直伝 口寄せの術だってばよ!!)                                | 91-92                                                                    | 15 أكتوبر 2003                                                           | 23 مارس 2010                                                             | [ 46 ]                                                                   |
| 55 | 55                                                                       | «إحساس بالألم وزهرة مملوءة بالأمل» إحساس الشوق، زهرة مليئة بالأمل "سِتسوناي أوموي نِغاي أو كوميتا إتشيرين!" (切ない想い 願いを込めた一輪)                                                         | 92-93                                                                    | 29 أكتوبر 2003                                                           | 30 مارس 2010                                                             | [ 46 ]                                                                   |
| 56 | 56                                                                       | «هي الحياة أو الموت! كل شيء أو لا شيء» حياة أو موت! خاطر بكل شيء لتفز بكل شيء "سي كا شي كا!؟ مِنكيوكايدِن وا إنوتشيغاكي!" (生か死か!?免許皆伝は命懸け!)                                           | 94-95                                                                    | 29 أكتوبر 2003                                                           | 6 أبريل 2010                                                             | [ 48 ]                                                                   |
| 57 | 57                                                                       | «طار فقفز فغطس! تعرَّفوا زعيم الضفادع!» إنه يطير! إنه يقفز! إنه يتخفى! ظهور زعيم الضفادع! "توندا! هانيتا! موغوتَّا! غاما أويابون توجو!!" (飛んだ!跳ねた!潜った!ガマ親分登場!!)                      | 95-96                                                                    | 5 نوفمبر 2003                                                            | 13 أبريل 2010                                                            | [ 48 ]                                                                   |